# كيف تصنع العواطف : الحياة السرية للدماغ
كيف تصنع العواطف: الحياة السرية للدماغ (بالإنجليزية: How Emotions are Made: The Secret Life of the Brain) كتاب لعالمة النفس الأمريكية ليزا فيلدمان باريت صدر عام 2017 باللغة الإنجليزية عن دار مارينر للنشر في 448 صفحة ثم صدر باللغة العربية عام 2021م عن دار التنوير للطباعة والنشر اللبنانية  في 368 صفحة. يبحث الكتاب في كل شيء تعتقد أنك تعرفه عن العواطف. يطرح أسئلة عديدة مثل طريقة تسجيل الدماغ لمشاعر الغضب والخوف والفرح وحتّى كيفية تفكيرنا في هذه المشاعر ثقافيًا.

## محتوى الكتاب
مقدمة: الافتراض البالغ من العمر ألفين عام
(1) البحث عن «بصمات الأصابع» للعاطفة
(2) صناعة العواطف
(3) أسطورة العواطف الكونية
(4) أصل الشعور
(5) المفاهيم والأهداف والكلمات
(6) كيف يصنع الدماغ العواطف
(7) العواطف كواقع اجتماعي
(8) نظرة جديدة للطبيعة البشرية
(9) السيطرة على مشاعرك
(10) العاطفة والمرض
(11) العاطفة والقانون
(12) هل الكلب الهادر غاضب؟
(13) من دماغ إلى عقل: الحدود الجديدة

## ملخص الكتاب
تبدو العواطف وكأنها ردات فعل ألية على المواقف والتجارب التي نمر بها ولا نستطيع التحكم فيها. وغالباً ما دعم العلماء هذا الأفتراض مدعين أن العواطف مرتبطة بروابط فيزيائية بالدماغ البشري، ولكن العلم وهو يبحث في هذا الموضوع يجد نفسه في خضم ثورة توازي في أهميتها إكتشاف النسبية في الفيزياء والاصطفاء الطبيعي في علم البيولوجيا. توضح ليزا فيلدمان باريت  الأخصائية النفسية وعالمة الأعصاب الرائدة في مجالها أحدث الدلائل العلمية لتكشف أن أفكارنا الشائعة عن العواطف قد عفي عليها الزمن ونحن ندفع ثمن فهمنا الخاطيء هذا وأن العواطف تبنى عن طريق أنظمة تتفاعل في الدماغ، مدعومة بالخبرة الحياتية. وأنها ليست منظمة وممنهجة بشكل مسبق في أدمغتنا وأجسامنا، بل هي تجارب نفسية يكونها كل واحد منا بحسب تاريخه الشخصي المتفرد وتركيبة شخصيته والبيئة التي نشأ فيها.

## استقبال الكتاب
كتبت صحيفة «ليبراري جورنال Library Journal» في يناير 2017: «تقدم باريت تفسيرًا علميًا عصبيًا جديدًا لسبب تأثر الناس بالمشاعر أكثر من تأثرهم بالحقائق. إنها تقدم نظرية غير بديهية لا تتعارض مع الفهم الشائع فحسب، بل تتعارض أيضًا مع الفهم العام للبحث التقليدي القائل: لا تنشأ المشاعر؛ بل نحن من يكونها بسرعة. علاوة على ذلك، فإن العواطف ليست عالمية ولا تقع في مناطق معينة من الدماغ؛ فهي تختلف حسب الثقافة وتنتج عن الشبكات العصبية الديناميكية.تجري هذه الشبكات عمليات محاكاة بدون توقف، وتقوم بالتنبؤات وتصحيحها بناءً على البيئة بدلاً من الاستجابة لها. تتبع رحلتها الخاصة من وجهة النظر الكلاسيكية للعواطف. تبني باريت قضيتها بشكل تدريجي، وتكتب بنبرة محادثة وتستخدم استعارات واقعية، وتحيل علم الأعصاب الأثقل إلى ملحق لإبقاء الكتاب متاحًا. هناك الكثير مما يجب استيعابه إذا لم يتعرض المرء لهذه الأفكار من قبل الحكم: نظريات العاطفة والدماغ البشري الموضحة هنا هي نظريات ثورية ولديها الآثار الهامة للقراء المهتمين بعلم النفس وعلم الأعصاب وكذلك المعنيين بالتعليم والسياسة.»
كتب موقع كيركس Kirkus: «جدل جيد وممتع للرأي السائد بأن العاطفة والعقل متعارضان. أننا مسؤولون عن أفعالنا الفردية، بالطبع، لكننا نتحمل أيضًا مسؤولية العمل على القضاء على التحيز العنصري، والقوالب النمطية الجنسانية، وما شابه ذلك من مجتمعنا.... هذا له أهمية قانونية وكذلك الآثار الأخلاقية ويؤدي إلى الأسئلة الشائكة المحيطة بالإرادة الحرة. مناقشة غنية بالمعلومات»، يتابع الموقع قائلاً: «تقول باريت: أن عواطفنا ليست متوترة في أدمغتنا وتطلقها الظروف. بدلاً من ذلك، فهي مرنة وتختلف من ثقافة إلى أخرى. على مدار حياتنا، تتواصل أدمغتنا وتعيد أسلاك نفسها استجابة للنشاءه والتجارب الفردية.»
كتب بن ديكنسون في مجلة "ايل ELLE"، في 17 فبراير 2017، مقالة تحت عنوان "أنت تتحكم في عواطفك أكثر مما تعتقد". - كما يقول علم المخ الجديد - وقالت هذه المقالة : "على مدى العقدين الماضيين أنشأت عالمة النفس ليزا فيلدمان باريت واحدة من أكبر مرافق البحث في العالم في مجالها - مختبر العلوم العاطفية متعدد التخصصات في بوسطن - والذي تديره مع عالمة الأحياء النفسية كارين كويجلي. تشغل مرافق البحث أماكن في كل من جامعة نورث إيسترن ومستشفى ماساتشوستس العام، وتبلغ ميزانيتها التشغيلية عدة ملايين من الدولارات سنويًا، وتوظف حوالي 20 باحثًا بدوام كامل. بعبارة أخرى، باريت هي عقل كبير في دراسة ضخامة أدمغتنا."
كتبت نانسي جيرتنر (محاضرة أولى في القانون - كلية الحقوق بجامعة هارفارد، وقاضية اتحادية أمريكية سابقة لمحكمة مقاطعة ماساتشوستس الأمريكية): "الكتاب مكتوب بشكل جيد للغاية، ليزا باريت تؤرخ النقلة النوعية في علم العاطفة. ولكن هذا الكتاب أكثر من مجرد تأريخ، فهو عمل رائع للترجمة، حيث يترجم علم الأعصاب الجديد للعاطفة إلى مصطلحات مفهومة وقابلة للقراءة. نظرًا لأن هذا العلم له آثار عميقة في مجالات متباينة"، وتتابع الكاتبة قائلة: "إن الترجمة ضرورية للعلماء والمواطنين والمشرعين والأطباء. على سبيل المثال، ماذا لو لم يكن هناك فرق علمي ذو مغزى بين القتل العمد، نتاج الفكر العقلاني، الذي نعتبره مذنبًا، وجريمة القتل غير العمد، "جريمة عاطفية"؟! المشاعر لا تكمن في الدماغ المتفاني بل مناطق المشاعر في حالة حرب مستمرة مع مناطق مشحونة بالإدراك."
كتب إليوت جوريست من جامعة المدينة نيويورك The City University of New York: "إنه في بعض النواحي كتاب ثوري يعبر عن طريقة جديدة التفكير في المشاعر التي تتعارض مع ما كنت تعلمت في الأمور النفسية، وما زال كثير من الناس يميلون إلى اعتباره أمرًا مفروغًا منه. يقدم كتاب باريت مزيجًا جذابًا من الأبحاث التي أجرتها معامل العلوم الوجدانية بجامعة نورث إيسترن و مع الحكايات الشخصية الساحرة عن نفسها والحياة الأسرية. ومع ذلك، فإن إيمانها بالعلم يقودها للإفراط في بيع الحالة الحالية (وقابلية التطبيق) لمعرفتنا العلمية العصبية عنها"، يواصل الكاتب قائلاً: "كتاب باريت يتحدى "المشاعر الأساسية" عند "داروين" التي طرحها بول إيكمان بشكل مقنع في السبعينيات علم النفس في جامعة كاليفورنيا في بيركلي، الذي تدرب في الأصل كطبيب نفسى إكلينيكي. و وفقًا لهذا الرأي، يتم الكشف عن العواطف من خلال تعابير الوجه والميول الفطرية في البشر والحيوانات كذلك ما يسمى بالعواطف الأساسية هي الخوف ،الغضب ،الحزن ،الفرح ،السعادة والمفاجأة ورغم وجودها لم يكن هناك إجماع على المشاعر التي تعتبر أساسية. يتردد صدى منظور المشاعر الأساسية بشكل حدسي وقد حان الوقت أن تكون مقبولة على نطاق واسع، على الرغم من ذلك، تكشف باريت الدليل الذي يقوم نوعا ما. تم إعلان العالمية على أساس البحث عبر الثقافات التي طلبت الموضوعات التي تتطابق مع الصور التي تُظهر تعابير وجه مختلفة مع قائمة اختيار قسري للكلمات العاطفية.

## وصلات خارجية
https://lisafeldmanbarrett.com/ كيف تصنع العواطف: الحياة السرية للدماغ
https://reedz.co/how-emotions-are-made/ كيف تصنع العواطف: الحياة السرية للدماغ
https://reedz.co/how-emotions-are-made/ كيف تصنع العواطف: الحياة السرية للدماغ
https://how-emotions-are-made.com/notes/Home كيف تصنع العواطف: الحياة السرية للدماغ
https://www.goodreads.com/review/show/1970563022 كيف تصنع العواطف: الحياة السرية للدماغ